# Begravelse
 Der er for få eller ingen kildehenvisninger i denne artikel, hvilket er et problem. Du kan hjælpe ved at angive troværdige kilder til de påstande, som fremføres i artiklen.

 Denne artikel omhandler en gravlæggelse. Opslagsordet har også en anden betydning, se begravelse (typografi).
Begravelse er at begrave en død. Ved en begravelse (eller jordefærd) sænkes liget i jorden på et gravsted. En ceremoni kan markere begivenheden, men er ikke nødvendig for at handlingen kaldes en begravelse. En begravelse er ofte en religiøs ceremoni og varierer efter religionen; i kristne lande i begraves den afdøde almindeligvis i en ligkiste.
En bisættelse eller ligbrænding. er et almindeligt alternativ til begravelse. Efter ceremonien kremeres liget (brænding på et krematorium), hvorefter asken samles i en urne, der typisk nedsættes i et gravsted nogle dage efter.
Gravstedet vælges af de pårørende eller efter afdødes ønske i et begravelsestestamente (den sidste vilje)). Begravelse eller ligbrænding skal normalt finde sted senest otte dage efter dødens indtræden. Den lokale begravelsesmyndighed kan i særlige tilfælde rykke fristen for jordfæstelse og ligbrænding fra otte til 14 dage uden embedslægens samtykke. Skal fristen forlænges yderligere, skal det forelægges embedslægerne i regionen.

## Begravelse i Danmark
I Danmark skal et gravsted være minimum tre kvadratmeter med plads til en kiste, mens et urnegravsted kan være mellem 0,5 og 4,5 kvadratmeter. Afhængig af kirkegård og kiste er fredningstiden af gravstedet ved kistebegravelser 20 år, ved urnebegravelser normalt 10 år.
I Danmark skal begravelse og nedsættelse af urne ske på en godkendt begravelsesplads. De folkekirkelige kirkegårde, der bestyres af kommunen, er med få undtagelser de eneste godkendte begravelsespladser i Danmark. De er åbne for alle uanset trossamfund. Nogle kirkegårde har særlige afdelinger for jøder og muslimer.
Det er muligt at søge Kirkeministeriet om at få lov til at nedsætte en urne på privat grund.
- Men man skal eje en ejendom (en jordbesiddelse).

- Grunden skal være mindst 5.000 kvadratmeter (½ hektar) stor, og det skal tinglyses, at der er sat en urne ned for at sikre gravfreden i mindst 10 år.

- Det private gravsted må ikke indhegnes eller på nogen måde markeres (fx med opsætning af gravsten).

Kirkeministeriet kan give tilladelse til, at de pårørende kan sprede asken over et åbent farvand (maritim begravelse), såfremt der foreligger et udtalt ønske fra afdøde herom. Det er ikke tilladt de efterladte at opbevare urnen; det er en udbredt skik i andre lande.

## Religiøse skikke

### Kristendom
Inden for kristendommen sker en begravelse under overværelse af den afdødes pårørende ved en religiøs ceremoni (en mindehøjtidelighed) normalt i en kirke eller et krematoriekapel (lille bygning eller rum til kirkelig brug) ude ved gravpladsen, i et sygehuskapel, på et plejehjem eller fra afdødes eget hjem under ledelse af en præst, en pårørende eller en bedemand. Hvordan og hvor ceremonien skal foregå, bestemmes af pårørende og afdøde. Under ceremonien vil kisten være smykket med båredekorationer og andre typer blomsterdekorationer, lige som familie og venner markerer deres deltagelse ved at medbringe eller fremsende bårebuketter eller andre typer dekorationer, evt. vedhæftet et bånd med en sidste hilsen.
Jordpåkastelsen foretages af en sognepræst. Ved begravelser sker det ved selve graven, mens det ved ligbrænding sker i kirken eller kapellet, inden kisten føres til krematoriet.
Hvis afdøde var medlem af Folkekirken, skal præsten ubetinget begrave, hvis ikke afgør præsten om begravelsen kan foregå i kirken. En såkaldt borgerlig begravelse, eller hvis afdøde var medlem af et andet trossamfund, kan foregå fra et af Folkekirkens begravelseskapeller i sognet. Biskoppen kan give tilladelse til, at en begravelse eller bisættelse kan foregå fra en af folkekirkens kirker.

#### Historie
Jordpåkastelsen foregik i middelalderen efter samme ritual i så godt som hele den kristne verden, med den latinske formel: "De terra plasmasti me et carne induisti me. Redemtor noster resuscita me in novissimo die." (= Af jord har du dannet mig, og kød har du iklædt mig. Vor frelser, opvæk mig på den yderste dag.) I middelalderen var begravelserne en hovedindtægtskilde for kirken i form af afgifter og arv. Efter reformationen i 1536, hvor man kuldkastede de katolske traditioner, bredte der sig en usikkerhed om, hvorvidt man skulle holde fast ved jordpåkastelsen. Luther skrev i sit forord til Kristelige Begravelsessalmer (1542), at vi i vor kirke har afskaffet alle pavelige vederstyggeligheder og gøgleri. Begravelsen skulle nu kun handle om opstandelsen, om kærlighed og venskab, og påminde tilhørerne om deres egen død.
I Tyskland og Holsten var skikken med jordpåkastelse næsten helt afskaffet, og på Landemodet i Roskilde i 1592 spurgte magister Søren i Helsingør, hvorledes han skulle forholde sig til sin embedsbroder, den tyske prædikant sammesteds, der ikke foretog denne handling. Han fik til svar, at jordpåkastelsen skulle opretholdes, men ingen yderligere instruks. Biskoppen på Fyn meddelte i 1566 blot at: "Præsten skal kaste en spadefuld jord eller to på liget." Det kom derfor til store regionale uligheder. Ofte lod man en lille forklarende tale ledsage jordpåkastelsen. En sådan fra 1566 lyder: "Det har været en gammel sædvane hos os, at når nogen kristen begraves, da plejer man at kaste tre skovlfulde jord på deres lig til en god påmindelse, os skal påminde, at vi er ikke kommet på legemets vegne af nogen ypperlig materie, som stjerner har i sig og sådanne kroppe, men af dette ringe element jorden, og skal derhen på det sidste. Derfor skulle vi nu aldrig os hovmode nogen tid enten af vor velbyrdighed, adelskab, slægt, byrd, styrke, kraft, gods, rigdom, skønhed osv. Derfor siger man nu således: af jord har Gud skabt dig. Kød og blod har han iført dig. Til jorden est du kommen igen. Gud give dig en glædelig opstandelse på den yderste dommedag!" Så trådte en af afdødes standsfæller frem og holdt en mindetale. I den nye lutherske lære var det talte ord det vigtige, mens man skulle undgå katolsk messetjeneste. Især adelen gav den afdøde et skudsmål. Præsterne fandt det upassende, idet de allerede havde holdt en ligtale. I øvrigt var det prædiken, man mente, når man på luthersk vis talte om ordet, ikke om et skudsmål. Til sidst gik man i stedet over til højtlæsning af den afdødes testamente efter jordpåkastelsen. Al anden snak blev forbudt, om fornødent ved politiets hjælp.
Jordfæstelse som den korrekte kristne begravelse fremgår udtrykkeligt af kirkeritualet af 25. juli 1685, som definerede en korrekt begravelse, samt kirkens monopol på den tilhørende ceremoni. Hvor det altid havde været en betingelse for en kristen begravelse, at den afdøde var døbt, blev det nu også foreskrevet, at ingen måtte begraves uden præstens medvirken, og at afdødes venner eller stedets øvrighed skulle tilse, at afdøde fik en kristen begravelse. Dødsfald skulle derfor meldes til præsten, som skulle føre bog over alle sognets dødsfald. For at sikre sjælens frelse og det evige liv blev det afgørende, at den afdøde blev lagt i indviet jord, og at man udtalte formlen "Af jord er du skabt mig, og med kød har du beklædt mig. Min frelser, opvæk mig på den yderste dag." 
En dansk begravelse i 1600-tallet indebar ikke kun, at man fulgte en kær afdød til graven, men også en fjende, der ikke måtte gå igen og gøre skade. Undertiden brød man et hul i husets gavl, og murede det til igen, når kisten var kommet ud. Ifølge overtroen vil en genganger altid søge samme vej tilbage, som han forlod stedet; men når hullet var muret til, havde man sikret, at han ikke kunne finde vejen ind. Han fik også tre håndfulde jord med i graven, som udtryk for, at den døde selv i sin grav var knyttet til gården. Kirken tog senere denne skik med i jordpåkastelsen, der blev forordnet i kirkeritualet af 1685. Jorden holder den døde fast, han er blevet "jordfæstet". En sten kunne også anbringes for at holde den døde nede på sin plads.

### Jødedom
Ifølge jødisk lov skal liget begraves hurtigst muligt, helst inden for 24 timer. Den afdøde lægges i en enkel kiste af træ og begraves med ansigtet vendt mod Jerusalem. Under begravelsen læser et afdødes børn en speciel bøn, kaddish. Efter begravelsen varer en sørgeperiode for familien en uge. For mange jøder er det vigtigt at besøge graven til nære slægtninge og venner. Som et tegn på at de har været på besøg, kan de lægge nogle sten, lidt jord eller græs på toppen af graven.
Begravelser er det mest almindelige, idet jøder principielt er imod ligbrænding. Jødedommen tillader ikke sløjfning af grave.
Den folkelige kabbalistiske lære taler dels om Nefesh som menneskets sind, der bliver tilbage ved graven for at straffes dér, dels om menneskets sjæl Neshamah, der dog efter 12 måneders straf lukkes ind i Edens Have, hvor den venter på opstandelsen. Menneskets ånd, Ruach, kan ikke synde, og straffes derfor ikke. Rabbinernes lære har en helt anden enhed imellem sjæl og legeme, uden plads til en opstandelse. Ved en jødisk begravelse hedder det også "Af jord er du kommet, til jord skal du blive, men af jorden skal du igen opstå." 
Mosaisk Trossamfund har eget begravelsesområde på Vestre Kirkegård i København. Derudover opretholdes alle gamle gravpladser bl.a. i København og Fredericia.

### Islam
Muslimer begraves med ansigtet vendt mod Kabaen i Mekka. Efter islamisk tradition bruges ikke kiste. I Danmark er det påbudt at benytte kiste ved begravelser, men der kan dispenseres.
Muslimer skal helst begraves i jord, hvori der ikke ligger kristne og jøder. I 2006 indviedes den muslimske gravplads i Brøndby, der er den første rent muslimske gravplads i Danmark. Hidtil har der været muslimske afdelinger på en række folkekirkelige kirkegårde, men det var almindeligt for herboende at blive begravet på muslimske gravpladser i udlandet.
I lighed med jødedommen tillader islam ikke sløjfning af grave og benytter generelt ikke kremering.

### Egyptisk tradition
I fordums tider i Egypten blev lig balsameret og anbragt i kister som mumier.

### Centralasien
I dele af Centralasien (fx Tibet) foretages en såkaldt "himmelbegravelse". Den indebærer, at liget lægges ud i naturen, til gribbe, rovdyr og insekter har fjernet alle bløddele.

### Indien
Hinduerne i Indien foretager bisættelser ved at brænde liget (på et bål af brænde) og derefter hælde asken ud på et helligt sted (som floden Ganges eller en af dens bifloder). Specielle ligbrændingsplatforme ligger i tilknytning til hindutempler ofte ud til en flodbred, hvorfra asken kan spredes. Asken (eller dele af asken) kan også gemmes til et familiemedlem drager på en pilgrimsfærd til et af hinduismens hellige steder som Varanasi (Benares) ved Ganges.

## Borgerlig begravelse
Borgerlig begravelse er en ceremoni, der ikke forestås af en religiøs ceremonileder. Det er især tilfældet, når afdøde ikke har været medlem af Folkekirken eller andet trossamfund. De efterladte står her for de praktiske og eventuelle højtidelige dele af ceremonien. En bedemand, som i forvejen bruges til en række praktiske opgaver vedrørende dødsfaldet, kan nogle gange blive den, der leder ceremonien.
Nogle familier og vennekredse formår selv at skabe en ceremoni ud fra deres kendskab til den afdødes liv og holdninger. Andre henvender sig til private firmaer, der varetager alle slags begravelsesceremonier, eller til Humanistisk Samfund, en forening, der siden 2009 har forestået begravelser for ikke-troende.